# Лайручей (приток Оленицы)
Лайручей — ручей в России, протекает по территории городского поселения Умба Терского района Мурманской области. Длина ручья — 16 км.

## Физико-географическая характеристика
Ручей берёт начало из ламбины без названия и далее течёт преимущественно в западном направлении.
Лайручей в общей сложности имеет два малых притока суммарной длиной 2,5 км.
Устье ручья находится в 22 км по левому берегу реки Оленицы.
Населённые пункты на ручье отсутствуют.
Код объекта в государственном водном реестре — 02020000212201000008527.